# Leisingite
La leisingite è un minerale.